# ZERO1 World Junior Heavyweight Championship
El Campeonato Mundial de Peso Completo Junior de ZERO1 (ZERO1 World Junior Heavyweight Championship en inglés) es un campeonato de lucha libre profesional dentro de Midwest Wrestling y Pro Wrestling ZERO1. Este título sólo pueden ostentar los luchadores con un peso menor a 100 kg (220 lb). Este título es uno de los dos campeonatos de peso completo junior que promueve ZERO1, el otro es el Campeonato Internacional de Peso Completo Junior de ZERO1.

## Historia
El 6 de noviembre de 2010 Craig Classic ganó el Campeonato Mundial de Peso Completo Junior de NWA tras derrotar a Mike Quackenbush en Fort Pierce, Florida. El 11 de julio de 2011, The Sheik fue despojado del Campeonato Mundial de Peso Completo de NWA tras negarse a defender su título en contra de Adam Pearce. Como protesta a esta decisión tomada por parte de la National Wrestling Alliance, Craig Classic decidió renunciar a su campeonato. Sin embargo, Classic continuó defendiendo su título en Japón, hasta que el 1 de noviembre de 2011, con la creación en Estados Unidos de ZERO1 USA, Craig Classic fue reconocido como Campeonato Mundial de Peso Completo Junior de ZERO1 y The Sheik como Campeonato Mundial de Peso Completo de ZERO1.

## Campeón actual
El actual campeón es Takuya Sugawara, quien derrotó a Tsuyoshi Kikuchi el 2 de marzo de 2012 en Bunkyō, Tokio. Takuya Sugawara se encuentra en su primer reinado.

## Lista de campeones
| Luchador:        | Reinado N°: | Derrotó a:              | Fecha:              | Lugar:            |       |
| ---------------- | ----------- | ----------------------- | ------------------- | ----------------- | ----- |
| Craig Classic    | 1           | Otorgado por ZERO1 USA. | 12 de julio de 2011 | Chicago, Illinois | [ 2 ] |
| Tsuyoshi Kikuchi | 1           | Craig Classic           | 1 de enero de 2012  | Bunkyō, Tokio     | [ 3 ] |
| Takuya Sugawara  | 1           | Tsuyoshi Kikuchi        | 2 de marzo de 2012  | Bunkyō, Tokio     | [ 4 ] |

## Reinados más largos
| Luchador         | Días | Fecha en que ganó   | Fecha en que perdió | Notas                         |
| ---------------- | ---- | ------------------- | ------------------- | ----------------------------- |
| Craig Classic    | 173  | 12 de julio de 2011 | 1 de enero de 2012  | Primer campeón de la historia |
| Takuya Sugawara  | 4867 | 2 de marzo de 2012  | Campeón actual      | Su primer reinado             |
| Tsuyoshi Kikuchi | 61   | 1 de enero de 2012  | 2 de marzo de 2012  | Su primer reinado             |

## Datos interesantes
- Reinado más largo: Craig Classic, 173 días.
- Reinado más corto: Tsuyoshi Kikuchi, 4928 días.
- Campeón más viejo: Tsuyoshi Kikuchi, 47 años y 41 días.
- Campeón más joven: Craig Classic, 28 años y 72 días.
- Campeón más pesado: Tsuyoshi Kikuchi, 99 kg (218 lb).
- Campeón más liviano: Craig Classic, 85 kg (187 lb).